# Trybunał inkwizycji w Pizie
Trybunał inkwizycji w Pizie – sąd inkwizycyjny, mający swą siedzibę w Pizie w Wielkim Księstwie Toskanii. Istniał w latach 1560–1782 i należał do struktur inkwizycji rzymskiej. Na jego czele stali inkwizytorzy z zakonu franciszkanów konwentualnych.

## Historia
W średniowieczu (od 1254) Piza podlegała jurysdykcji papieskich inkwizytorów Toskanii. Oddzielny trybunał z siedzibą w Pizie powstał dopiero po utworzeniu w 1542 przez papieża Pawła III Kongregacji Rzymskiej i Powszechnej Inkwizycji, która przejęła kontrolę nad działalnością lokalnych inkwizytorów we Włoszech. Pierwszym inkwizytorem Pizy był Cristoforo Grassolino, mianowany w 1560 przez prowincjała franciszkanów w Toskanii. Papież Pius V (1566–1572) nadał inkwizycji pizańskiej prawa do części dochodów diecezji pizańskiej, co w 1572 zatwierdził Grzegorz XIII, a w 1574 Kongregacja Rzymskiej i Powszechnej Inkwizycji przejęła od władz zakonnych prawo mianowania i odwoływania inkwizytorów.
W czasie panowania w Toskanii dynastii Medyceuszy inkwizycja działała w tym kraju bez większych przeszkód. Zmiana nastąpiła po przejęciu władzy przez Habsburgów w latach 30. XVIII wieku. Książę Franciszek I Lotaryński już w 1743 odebrał inkwizycji kontrolę nad cenzurą publikacji. Na około dekadę (ok. 1743–1754) działalność inkwizycji toskańskiej była faktycznie zawieszona. W 1746 rząd księstwa nie uznał nominacji Giuseppe Antonio Boschiego na inkwizytora Pizy i w rezultacie urząd ten wakował przez siedem lat. Ostateczne zniesienie inkwizycji w Toskanii, w tym także trybunału pizańskiego, nastąpiło jednak dopiero 5 lipca 1782 na mocy dekretu księcia Leopolda II.

## Organizacja
Siedziba trybunału znajdowała się we franciszkańskim konwencie S. Francesco w Pizie. Jego jurysdykcji podlegała archidiecezja pizańska, kilka okręgów położonych w diecezjach Lukki (Lari i Ripafratta), Volterry (Rivalto) oraz diecezja San Miniato, z tym, że nad tą ostatnią diecezją inkwizytor Pizy sprawował nadzór wspólnie z inkwizytorem Florencji. Okręg ten był podzielony na mniejsze jednostki terytorialne tzw. wikariaty, na czele których stali podlegli inkwizytorowi wikariusze. Specjalny status miał wikariat w mieście portowym Livorno. Tamtejszy wikariusz nosił tytuł wikariusza generalnego i cieszył się sporą autonomią względem pizańskiego inkwizytora. Na czele pozostałych wikariatów stali duchowni tytułowani jako wikariusze rejonowi. Wikariatów rejonowych było dziesięć: San Miniato, Vicopisano, Lari, Pontedera, Riparbella, Rivalto, Ripafratta, Rosignano Marittimo, Buti i Bientina.

## Archiwum
Archiwum pizańskiego trybunału inkwizycyjnego przechowywane jest w Archivio Arcidiocesano w Pizie, dokąd trafiło prawdopodobnie krótko po likwidacji trybunału w 1782. Zawiera ono 32 jednostki archiwalne obejmujące lata 1574–1772, niestety, jest to zbiór w dużej mierze nieuporządkowany. Dokumentacja procesowa zachowana jest tylko częściowo, obejmuje głównie XVII i XVIII wiek i jak do tej pory pozostaje słabo zbadana

## Inkwizytorzy Pizy
- Cristoforo Grassolino da Marsala OFMConv (1560–1575)
- Girolamo Urbani da Montepulciano OFMConv (1575–1581)
- Francesco Pratelli da Montefiore Marchiano OFMConv (1581–1584)
- Annibale Santucci da Urbino OFMConv (1584–1586)
- Lelio de Medici da Piacenza OFMConv (1586–1603)
- Francesco Mauro da Montegranario OFMConv (1603–1604)
- Cornelio Priaroni da Monza OFMConv (1604–1607)
- Antonio Maria Furconio da San Ginesio OFMConv (1607–1609)
- Arcangelo Mondani da Piacenza OFMConv (1609–1611)
- Lelio Marzari da Faenza OFMConv (1611–1615)
- Angelo Gottardi da Rimini OFMConv (1615-1616)
- Angelo Picinini da Ravenna OFMConv (1616–1617)
- Giovanni Francesco Tolomei OFMConv (1617–1625)
- Tiberio Sinibaldi OFMConv (1625–1635)
- Domenico Vico da Osimo OFMConv (1635–1636)
- Bernardino Manzoni da Cesena OFMConv (1636–1645)
- Antonio Sabatini da Viterbo OFMConv (1645–1650)
- Ludovico Zacchei da Sezza OFMConv (1650–1653)
- Pirillo Messini da Orvieto OFMConv (1653–1654)
- Girolamo Baroni da Lugo OFMConv (1654–1658)
- Francesco Rambalducci da Verruchio OFMConv (1658–1670)
- Modesto Paoletti da Vignanello OFMConv (1670–1677)
- Agostino Giorgi da Bologna OFMConv (1677–1688)
- Cesare Pallavicini da Milano OFMConv (1688–1706)
- Giacomo Serra da San Giovanni Persicetto OFMConv (1706–1725)
- Angelo Antonio Dati da Visso OFMConv (1725–1729)
- Bernardo Bernardi da Bologna OFMConv (1730–1746)
  - Giuseppe Antonio Maria Boschi da Bologna OFMConv (mianowany w 1746, nie objął urzędu)
- Girolamo Antonio Faleri OFMConv (1753–1758)
- Salvatore Dini OFMConv (1758–1782)